# 5169 Duffell
Az 5169 Duffell (ideiglenes jelöléssel 1986 RU2) a Naprendszer kisbolygóövében található aszteroida. Edward L. G. Bowell fedezte fel 1986. szeptember 6-án.